# Final da Copa do Mundo FIFA de 1970
A Final da Copa do Mundo FIFA de 1970 foi disputada pelo Brasil e pela Itália, em 21 de junho de 1970 no Estádio Azteca, no México. Esta final ficou marcada como a primeira vez que dois ex-campeões mundiais se reuniram em uma final. A Itália já havia vencido a Copa do Mundo em 1934 e 1938, enquanto o Brasil ganhou em 1958 e 1962.
Antes da final, no México, o Brasil jogou as eliminatórias contra a Colômbia, Venezuela e Paraguai. O Brasil foi muito superior a todos os seus adversários, vencendo todos os 6 jogos, marcando 23 gols e sofrendo apenas 2. No último jogo da eliminatória o Brasil derrotou o Paraguai por 1 a 0 e teve o maior público oficial já registrado para um jogo de futebol, com 183.341 espectadores no Maracanã. Já a Itália superou a Alemanha Oriental e País de Gales no Grupo 3 das Eliminatórias Europeias, com vitórias notáveis em casa contra as duas equipes, para chegar ao torneio no México.
Com o terceiro título, após 1958 e 1962, o Brasil tornou-se seleção mais vezes campeã do mundo naquela época, superando Itália e Uruguai, que cada um tinha dois campeonatos. O Brasil também ganhou o direito de possuir definitivamente a Taça Jules Rimet. O técnico brasileiro Mário Zagallo foi o primeiro a se tornar campeão da Copa do Mundo como jogador (1958, 1962) e treinador, e Pelé encerrou sua carreira jogando em Copas do Mundo como o primeiro (e único até agora) campeão por três vezes.

## Antecedentes
| Equipe | Aparições em finais anteriores (negrito indica vencedores) |
| ------ | ---------------------------------------------------------- |
| Brasil | 2* (1958, 1962)                                            |
| Itália | 2 (1934, 1938)                                             |

- Nota: Na Copa do Mundo FIFA de 1950 não houve uma final propriamente dita, mas sim uma rodada final de um quadrangular.

## Caminho até a Final
| Grupo 3         | J | V | E | D | GP | GC | SG | Pts |
| --------------- | - | - | - | - | -- | -- | -- | --- |
| Brasil          | 3 | 3 | 0 | 0 | 8  | 3  | 5  | 6   |
| Inglaterra      | 3 | 2 | 0 | 1 | 2  | 1  | 1  | 4   |
| Roménia         | 3 | 1 | 0 | 2 | 4  | 5  | -1 | 2   |
| Tchecoslováquia | 3 | 0 | 0 | 3 | 2  | 7  | -5 | 0   |

| Grupo 2 | J | V | E | D | GP | GC | SG | Pts |
| ------- | - | - | - | - | -- | -- | -- | --- |
| Itália  | 3 | 1 | 2 | 0 | 1  | 0  | 1  | 4   |
| Uruguai | 3 | 1 | 1 | 1 | 2  | 1  | 1  | 3   |
| Suécia  | 3 | 1 | 1 | 1 | 2  | 2  | 0  | 3   |
| Israel  | 3 | 0 | 2 | 1 | 1  | 3  | -2 | 2   |

## Detalhes da partida

### Resumo

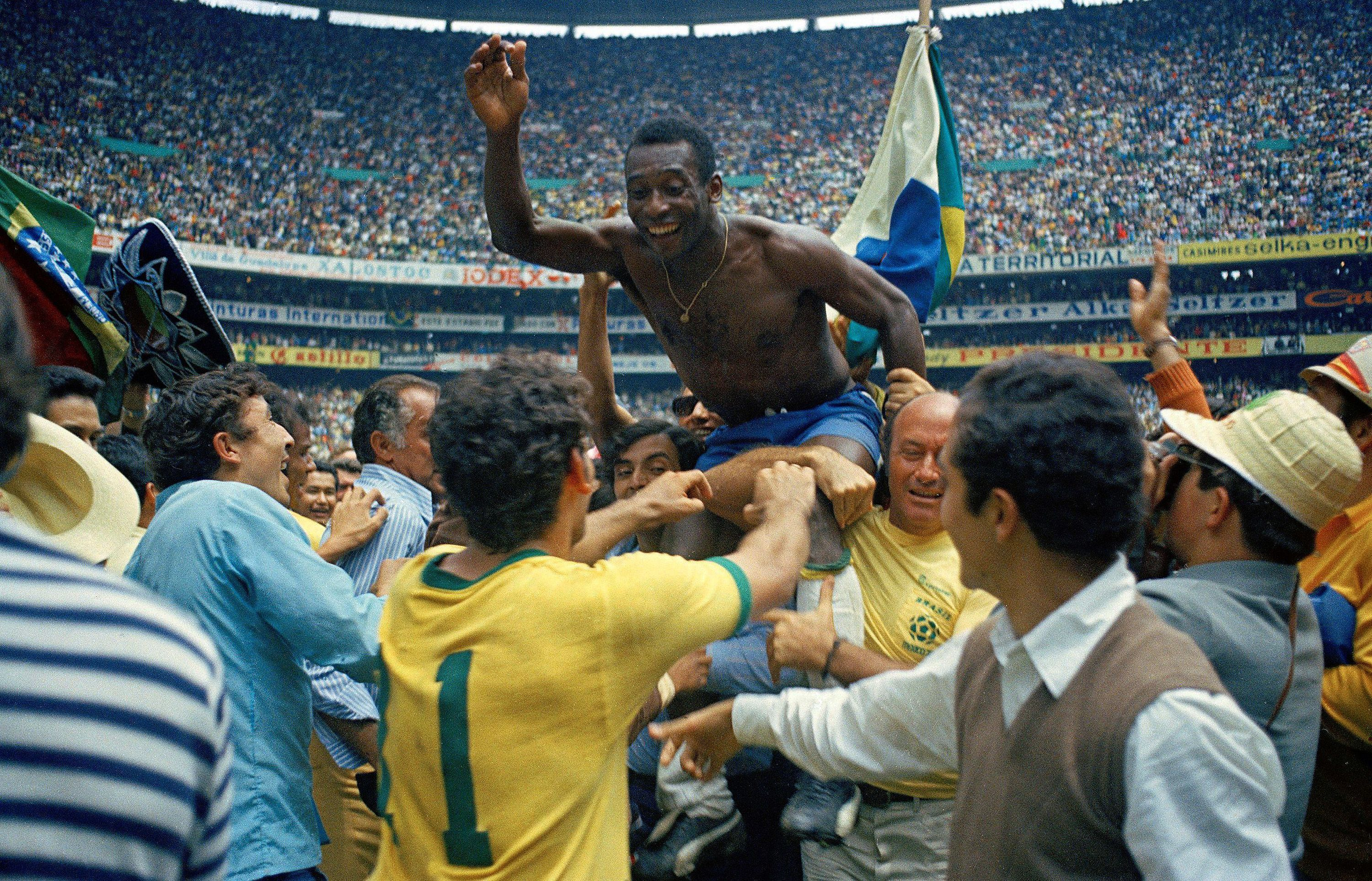
Pelé comemorando a vitória após a final.

O Brasil abriu o placar, com Pelé recebendo assistência de Rivelino aos 18 minutos de jogo. Roberto Boninsegna empatou para a Itália, após um erro da defesa brasileira.
No segundo tempo, o poder de fogo e criatividade do Brasil foi demais para o lado italiano, que se agarrava ao seu sistema defensivo cauteloso. Foi então que Gérson acertou um poderoso tiro para o segundo gol, e depois deu assistência para o terceiro, com uma cobrança de falta certeira para Pelé, que passou para Jairzinho finalizar. Em seguida, Pelé com o seu excelente desempenho, chamou a defesa italiana para marcá-lo e passou ao capitão Carlos Alberto no flanco direito para o gol final. Este último gol do Brasil, após uma série de invertidas de jogo da esquerda para a direita, é considerado um dos gols mais bonitos da história das copas. Um total de 8 jogadores de linha do Brasil tocaram na bola até que o capitão Carlos Alberto martelou a bola no canto do gol italiano, após um passe perfeito de Pelé. Em 2002, o público do Reino Unido votou esta jogada na posição 36 na lista dos 100 Maiores Momentos Esportivos da história.

### Ficha técnica
| 21 de junho de 1970 | Brasil                                                     | 4 – 1     | Itália         | Estádio Azteca, Cidade do México            |
| 12:00               | Pelé 18' · Gérson 66' · Jairzinho 71' · Carlos Alberto 86' | Relatório | Boninsegna 37' | Público: 107 412 Árbitro: GDR Rudi Glöckner |

| Brasil | Itália |

| BRASIL:    |    |                |     |
|            |    |                |     |
| G          | 1  | Félix          |     |
| LD         | 4  | Carlos Alberto |     |
| Z          | 2  | Brito          |     |
| Z          | 3  | Piazza         |     |
| LE         | 16 | Everaldo       |     |
| V          | 5  | Clodoaldo      |     |
| M          | 8  | Gérson         |     |
| ME         | 11 | Rivellino      | 45' |
| MD         | 7  | Jairzinho      |     |
| A          | 10 | Pelé           |     |
| A          | 9  | Tostão         |     |
| Treinador: |    |                |     |
| Zagallo    |    |                |     |

| ITÁLIA:              |    |                    |     |     |
|                      |    |                    |     |     |
| G                    | 1  | Enrico Albertosi   |     |     |
| LD                   | 2  | Tarcisio Burgnich  | 27' |     |
| Z                    | 8  | Roberto Rosato     |     |     |
| Z                    | 5  | Pierluigi Cera     |     |     |
| LE                   | 3  | Giacinto Facchetti |     |     |
| M                    | 10 | Mario Bertini      |     | 75' |
| M                    | 13 | Angelo Domenghini  |     |     |
| A                    | 15 | Sandro Mazzola     |     |     |
| M                    | 16 | Giancarlo De Sisti |     |     |
| A                    | 11 | Gigi Riva          |     |     |
| A                    | 20 | Roberto Boninsegna |     | 84' |
| Substituições:       |    |                    |     |     |
| MC                   | 18 | Antonio Juliano    |     | 75' |
| MC                   | 14 | Gianni Rivera      |     | 84' |
| Treinador:           |    |                    |     |     |
| Ferruccio Valcareggi |    |                    |     |     |

| Bandeirinha: Rudolf Scheurer Ángel Norberto Coerezza | Regras do jogo: - 90 minutos. - 30 minutos de prorrogação se necessário. - Repetição da partida no dia 23 de junho caso persistisse o empate. - Cinco jogadores no banco de reservas. - Máximo de duas substituições por time. |

### Time campeão

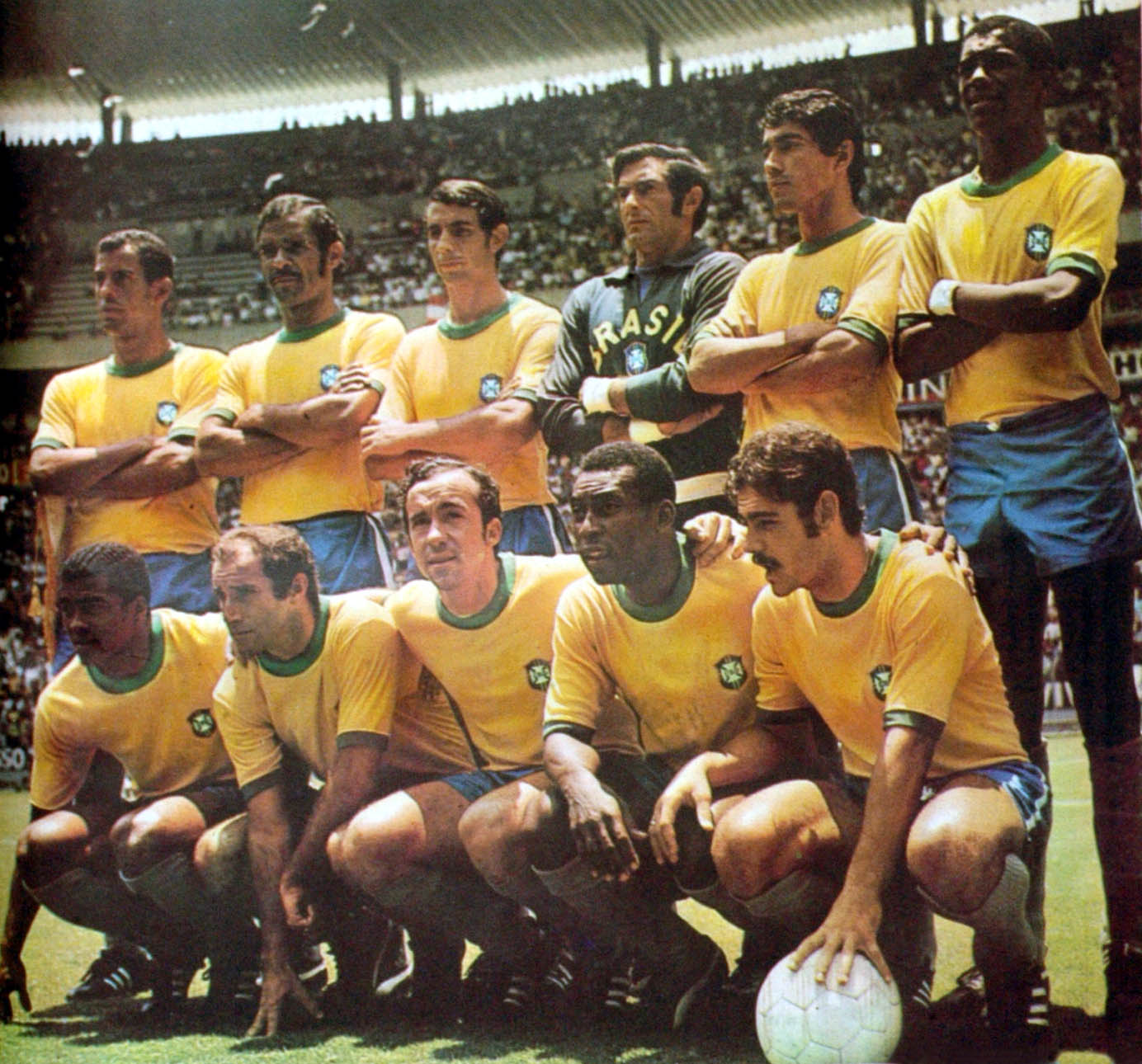
A Seleção Brasileira antes do jogo contra o Peru. Os mesmos jogadores atuariam na decisão, contra a Itália. Em pé, da esquerda para a direita: Carlos Alberto, Brito, Piazza, Félix, Clodoaldo e Everaldo; agachados: Jairzinho, Gérson, Tostão, Pelé e Rivellino.

### Estatísticas
| Geral               | Brasil | Italy |
| ------------------- | ------ | ----- |
| Gols marcados       | 4      | 1     |
| Posse de Bola       | 62%    | 38%   |
| Finalizações totais | 27     | 25    |
| Finalizações certas | 8      | 9     |
| Escanteios          | 4      | 6     |
| Impedimentos        | 4      | 0     |
| Faltas cometidas    | 13     | 23    |

### Pós-Jogo
- O título serviu de propaganda política, quando o país estava no auge da ditadura militar brasileira. Este título também pôs o Brasil como a primeira seleção a ser tricampeã, confirmando a superioridade brasileira em relação ao futebol mundial.
- O capitão Carlos Alberto Torres levantou a Taça Jules Rimet entregue pela última vez em Copas, agora em caráter definitivo.